# Malīḩeh-ye Ḩājj Badr
Malīḩeh-ye Ḩājj Badr (persiska: ملیحه حاج بدر) är en ort i Iran.   Den ligger i provinsen Khuzestan, i den västra delen av landet, 600 km sydväst om huvudstaden Teheran. Malīḩeh-ye Ḩājj Badr ligger 14 meter över havet och antalet invånare är 385.
Terrängen runt Malīḩeh-ye Ḩājj Badr är mycket platt.Runt Malīḩeh-ye Ḩājj Badr är det ganska tätbefolkat, med 139 invånare per kvadratkilometer. Närmaste större samhälle är Hoveyzeh, 19,1 km nordväst om Malīḩeh-ye Ḩājj Badr. Omgivningarna runt Malīḩeh-ye Ḩājj Badr är i huvudsak ett öppet busklandskap.